# Пармелина
Пармелина (лат. Parmelina) — род листоватых лишайников семейства Пармелиевые (Parmeliaceae). Был описан в 1974 году американским лихенологом Мейсоном Хейлом с типовым видом Parmelina tiliacea.

## Описание
Слоевище листоватое, более или менее округлое, плотное, до 15 см в диаметре. Лопасти 2—10 мм ширины, неправильно или (редко) дихотомически ветвящиеся, на концах закруглённые, с небольшими тёмными ресничками. Верхняя поверхность серая до серо-зелёной, иногда с налётом, псевдоцифеллы отсутствуют. У некоторых видов развиваются изидии. Нижняя поверхность чёрная, ближе к краям лопастей коричневая, с чёрными ризинами (простыми или ветвящимися), доходящими до самых краёв лопастей. Сердцевина белая или жёлтая. Фотобионт Trebouxia. Апотеции с коричневым вогнутым диском; развиваются в центре слоевища. Сумки содержат 8 спор. Споры 1-клеточные, эллипсоидные, бецветные, 6—12×4,5—8 мкм.

### Химический состав
Кора лишайников содержит атранорин. Сердцевина обычно содержит леканоровую кислоту.

## Среда обитания и распространение
На коре деревьев (чаще — лиственных пород), реже — на замшелых скалах или древесине.
В основном распространён в Евразии.

## Виды
Согласно базе данных Catalogue of Life на апрель 2022 года род включает следующие виды:
- Parmelina atricha (Nyl.) P. Clerc, 2008
- Parmelina carporrhizans (Taylor) Hale, 1974 — Пармелина ризиноподобная
- Parmelina coleae Argüello et A. Crespo, 2007
- Parmelina cryptotiliaceae A. Crespo et Núñes-Zapata, 2011
- Parmelina gyrophorica Elix, Sheng L. Wang et J.B. Chen, 2000
- Parmelina kanakia Louwholl et Elix, 2000
- Parmelina pastillifera (Harm.) Hale, 1976 — Пармелина шариконосная
- Parmelina quercina (Willd.) Hale, 1974 — Пармелина дубовая
- Parmelina tiliacea (Hoffm.) Hale, 1974 — Пармелина липовая
- Parmelina yalungana (Zahlbr.) P.R. Nelson et Kepler, 2012 — Пармелина ялунгская

Все виды Пармелина с распространением в Австралазии  и Южной Африки были перемещены в 2010 году в новый род Austroparmelina.

## Охранный статус
В России вид Parmelina carporrhizans занесён в Красную книгу Курской области, вид Parmelina pastillifera в Красную книгу Белгородской области, вид Parmelina quercina в Красные книги Республики Алтай, Красноярского края, Московской области, Омской области, Приморского края, Тверской области, Чувашской Республики — Чувашии,  вид Parmelina tiliacea в Красные книги Республики Алтай, Брянской области Омской области, Приморского края, Тверской области, Республики Карелии, Республики Коми , Красноярского края,  Московской области, Новгородской области, Новосибирской области, Омской области, Приморского края, Саратовской области, Тульской области, Ханты-Мансийского автономного округа — Югры, Ярославской области, вид Parmelina yalungana в Красные книги Республики Бурятии, Иркутской области.